# Милица Бабић Андрић
Милица Бабић Андрић (Босански Шамац, 2. септембар 1909 — Херцег Нови, 24. март 1968) била је српски костимограф и универзитетски професор.

## Биографија
Рођена је у трговачкој породици као ћерка Стевана и Зорке Бабић (1887—1974), рођене Писаревић, 2. септембра 1909. у Босанском Шамцу.
Школовала се у Бечу 1925—1929. године на Школи за примењену уметност. Праксу је завршила у Паризу, у фабрици тканина „Родије” (фр. Rodier). Од 1930. до 1931. предавала је на Вишој женској занатској школи у Београду. Од 1. фебруара 1931. са прекидима до 1964. је била костимограф у Народном позоришту у Београду, као први школовани костимограф у српском позоришту, а за то време опремила је око три стотине драмских, оперских и балетских представа. Радила је највише са редитељима Бранком Гавелом, Јосипом Кулунџићем, Хугом Клајном, Рашом Плаовићем, сценографима Владимиром Жедринским, Станиславом Беложанским, Ананијем Вербицким и Миомиром Денићем.
Била је на уметничком усавршавању у Берлину од јуна 1939. до маја 1941, тада је била и модни дописник „Политике“. Од 1934. предавала је на Глумачкој школи београдског Народног позоришта, а после Другог светског рата била је професор костимографије на Академији примењених уметности и Позоришној академији у Београду (од 1950. године).
Сарађивала је са позориштима у Новом Саду, Нишу, Шапцу, Загребу, Сарајеву, Бањалуци, Скопљу, Дубровнику и Љубљани. На првој изложби позоришне сценографије 1938. године у павиљону „Цвијета Зузорић“ излагала је нацрте за 17 сценско-музичких дела.
Костимима је опремила филмове „Живјеће овај народ” (1947), „Сви на море” (1952), „Њих двојица” (1955), „Госпођа министарка” (1958) и „Мис Стон” (1958).
Као гост у Сарајевској опери, дала је костимографије за „Коштану” (1949), „Фигарову женидбу” (1950), „Жетву” (1950) и „Љубавни напитак” (1951).
За рад на пољу костимографије добила је Орден рада са златним венцем (1949), „Стеријину награду за костим” (1949) и плакету града Београда (1964).
Била је прво удата, 1932. године, за новинара, дипломату и преводиоца Ненада Јовановића (1907 — 1957), а после његове смрти удала се 27. септембра 1958. за књижевника Иву Андрића.
Сахрањена је у Алеји заслужних грађана на Новом гробљу у Београду.